# FK Košice – Krásna

FK Košice – Krásna là một câu lạc bộ bóng đá Slovakia, đến từ thị trấn Krásna. Câu lạc bộ được thành lập năm 2011.